# Pahtakor
Pahtakor (ruski: Пахтакор, uzbečki: Paxtakor) uzbekistanski je nogometni klub iz Taškenta. Trenutačno se natječe u 
Uzbekistanskoj Superligi. Najtrofejniji je uzbekistanski nogometni klub.
Pahtakor je jedini uzbekistanski klub koji je igrao u sovjetskoj Višoj ligi i jedini srednjoazijski klub koji je igrao finale sovjetskog kupa. 

## Uspjesi

### Domaći
- Uzbekistanska Superliga
  - Prvak (16) (rekord): 1992., 1998., 2002., 2003., 2004., 2005., 2006., 2007., 2012., 2014., 2015., 2019., 2020., 2021., 2022., 2023.
- Uzbekistanski nogometni kup
  - Osvajač (13) (rekord): 1993., 1997., 2001., 2002., 2003., 2004., 2005., 2006., 2007., 2009., 2011., 2019., 2020.
  - Finalist: 1996., 2008., 2018., 2021.
- Uzbekistanski nogometni superkup
  - Osvajač: 2021., 2022.[2]
  - Finalist: 1999., 2015., 2016.
- Uzbekistanski liga kup
  - Osvajač: 2019.
- Sovjetska prva liga
  - Prvak: 1972.
- Sovjetski nogometni kup
  - Finalist: 1967./68.

### Međunarodna
- Kup CIS-a
  - Osvajač: 2007.
  - Finalist: 2008.
- IFA Shield
  - Osvajač: 1993.[3]
- Azijska liga prvaka
  - Polufinalist: 2002./03., 2004.

## Vanjske poveznice
- Službena web-stranica